# 韦尔内 (阿列省)
韦尔内（法語：Verneix，法語發音：[vɛʁnɛ]）是法国阿列省的一个市镇，位于该省西部，属于蒙吕松区。

## 地理
韦尔内（46°23'49"N, 2°40'12"E）面积30.87 平方千米，位于法国奥弗涅-罗讷-阿尔卑斯大区阿列省，该省份为法国中部省份，北起涅夫勒省、西北接谢尔省，西南至克勒兹省，南至多姆山省，东南临卢瓦尔省，东临索恩-卢瓦尔省。
与韦尔内接壤的市镇（或旧市镇、城区）包括：比兹讷耶、埃斯蒂瓦雷耶、圣昂热勒、圣维克托、上博卡日。

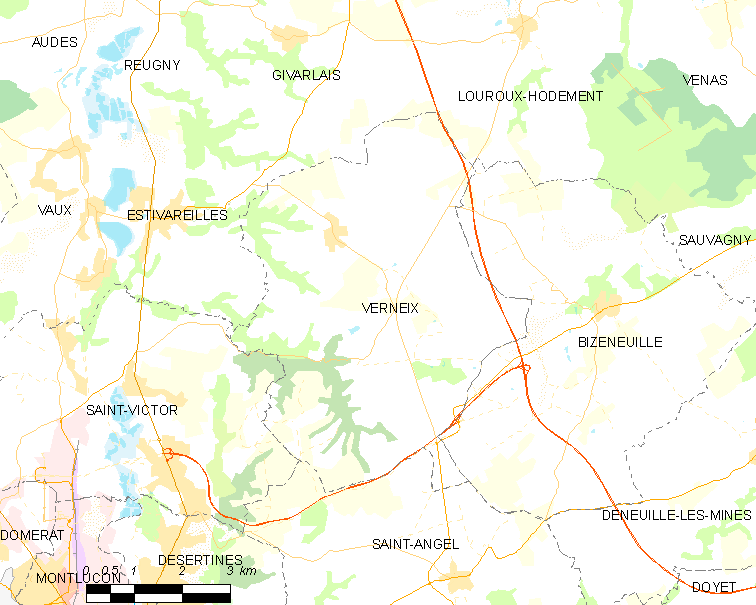
的OSM定位图

韦尔内的时区为UTC+01:00、UTC+02:00（夏令时）。

## 行政
韦尔内的邮政编码为03190，INSEE市镇编码为03305。

## 政治
韦尔内所属的省级选区为科芒特里县。

## 人口

1962-2008年间人口变化图示

韦尔内于2022年1月1日时的人口数量为577人。